# 組坂繁之
組坂 繁之（くみさか しげゆき、1943年（昭和18年）2月25日 - ）は、日本の部落解放・社会運動家。九州大谷短期大学ならびに折尾女子経済短期大学の各講師。
部落解放同盟中央書記長、同中央執行委員長などを歴任。

## 略歴
1943年、福岡県小郡市に生まれる。1962年に福岡県立三井高等学校を卒業し拓殖大学へ進学、部落解放同盟福岡県連筑後地区協議会書記長、同県連書記長等を歴任。その後1970年に部落解放同盟福岡県連合会小郡市連絡協議会において青年部長に就任。のち、1989年に部落解放同盟福岡県連合会書記長および中央文化対策部長、1990年に部落解放同盟中央執行委員（環境対策部長）、1996年に中央書記長、1998年に中央執行委員長に就任。第79回全国大会（2022年6月開催）において中央執行委員長を勇退した。
NGO 反差別国際運動（IMADR）代表理事。
世界人権宣言中央実行委員会副実行委員長、部落解放全国共闘会議議長を務めた。

## 人物
- 縁戚の組坂幸喜[5]は、部落解放同盟筑後地協書記長。上杉佐一郎とも遠縁にあたる[6]。
- 小郡市立小郡中学校校長自殺事件（関連：確認・糾弾）の直接の関係者であるといわれている。
- 部落解放同盟の多くの歴代中央委員長とはちがい、団体としての見解は述べるが自らの主張を語ることは少なく、その経歴もまた多くの部分が明らかとされていない。
- オヤジギャグ好きなことで知られる。ビートたけしと対談した際には、「四つ」および「ツービート」とかけて、「フォービート」という漫才コンビを組みたいというギャグを披露した。
- 2004年、三重県の渡鹿野島における公認買売春の実態を論述した研究書『近現代日本の買売春』（藤野豊著、解放出版社、2004年6月30日付で刊行予定だった）が、地元の志摩市（磯部町）行政から激しい抗議を受け、組坂の合意のもとに回収絶版に追い込まれる事件が発生。2009年には、寺園敦史が『週刊金曜日』でこの事件をレポートしている[7]。2008年11月22日に渡鹿野島を訪れた寺園は、「普通の住民の変哲もない暮らしがある一方、この島では今も売春斡旋が昼日中から人目をはばかることなく行われていた」と伝えている[7]。寺園の取材に対して組坂は「最終的な解放出版社での本書の取り扱いについては（自分は）関与していない」と回答したが、同書の著者の藤野は「組坂氏が廃版に合意したのは、同盟自身が買売春をそれだけ軽く考えていること、女性への差別意識を暴露するものであると受け止めていたが、今になって言い逃れをするとは許し難い。これが日本最大の人権団体のトップがとる態度か」と批判した[7]。
- 2014年10月10日、解放出版社代表取締役の坂本三郎との連名で、出版・人権差別問題懇談会の加盟各社に「㈱にんげん出版及び小林健治氏は、解放出版社及び部落解放同盟中央本部とは一切関係ありません」との回状を出し、小林から「幼稚で未熟な行為」との批判を受けた[8]。小林はまた

1. 日の丸・君が代について「（部落解放）同盟の運動方針にそって、広島県連をはじめ、全国の都府県連が反対運動を展開していたにもかかわらず、Ｋ委員長自身は、国旗国歌法案を推進している野中（広務）さんに気を遣って、明確に反対の意思表示をしていなかった」。
2. しかし「野中広務さんが議員活動を終え、権力から離れた後には、手のひらを返したかのように疎遠になり」、「秘密裡に“手打ち式”」をおこなって「麻生太郎の（野中に対する）部落差別発言を封印」した。
3. 「佐高信(さたか・まこと)さんから差別主義者と批判されている福岡選出の自民党議員・鳩山邦夫に「魔王」を贈るなどのゴマ刷り要請行動をおこなっている」。

などと指摘し、「権力に対」して「小心で狭量」と評している。